# Parapionosyllis floridana
Parapionosyllis floridana är en ringmaskart som beskrevs av San Martin 1991. Parapionosyllis floridana ingår i släktet Parapionosyllis och familjen Syllidae.
Artens utbredningsområde är Mexikanska golfen. Inga underarter finns listade i Catalogue of Life.